# Heteroteuthis
Heteroteuthis Gray, 1849 è un genere di molluschi cefalopodi della famiglia Sepiolidae.

## Tassonomia
In questo genere sono riconosciute 7 specie:
- Heteroteuthis dagamensis Robson, 1924
- Heteroteuthis dispar (Rüppell, 1844)
- Heteroteuthis hawaiiensis (Berry, 1909)
- Heteroteuthis nordopacifica Kubodera & Okutani, 2011
- Heteroteuthis ryukyuensis Kubodera, Okutani & Kosuge, 2009
- Heteroteuthis serventyi Allan, 1945
- Heteroteuthis weberi Joubin, 1902